# HMS Anson (79)
HMS Anson (79) là một thiết giáp hạm thuộc lớp King George V của Hải quân Hoàng gia Anh Quốc, được chế tạo vào lúc Chiến tranh Thế giới thứ hai sắp nổ ra, và kịp hoàn tất để tham gia một số hoạt động trong cuộc chiến này.

## Thiết kế và chế tạo
Anson được đặt tên theo Đô đốc George Anson. Được đặt lườn tại xưởng đóng tàu của hãng Swan Hunter tại Wallsend vào ngày 20 tháng 7 năm 1937 và được hạ thủy vào ngày 24 tháng 2 năm 1940; thoạt tiên con tàu được đặt tên theo Đô đốc John Jellicoe, chỉ huy Hạm đội Grand trong trận Jutland, nhưng sau đó được đổi tên thành Anson vào tháng 2 năm 1940.

## Lịch sử hoạt động
Anson được đưa ra hoạt động vào ngày 22 tháng 6 năm 1942, giữa lúc cao trào của Chiến tranh Thế giới thứ hai; đảm trách nhiệm vụ hộ tống cho các đoàn tàu vận tải đi đến Liên Xô cũng như là soái hạm của Phó Đô đốc Sir Henry Moore trong Chiến dịch Tungsten. Đến năm 1945, Anson là soái hạm của Hải đội Thiết giáp hạm 1 thuộc Hạm đội Thái Bình Dương. Sau khi chiến tranh kết thúc, vào năm 1946, Anson di chuyển từ Sydney đến Hobart để đón Công tước và Nữ công tước Gloucester đưa họ đến Sydney.
Cùng với ba chiếc khác còn lại trong lớp, Anson được cho ngừng hoạt động vào năm 1951 và được tháo dỡ vào năm 1957 tại hãng Shipbreaking Industries, Ltd. ở Faslane, Scotland.

## Bộ sưu tập

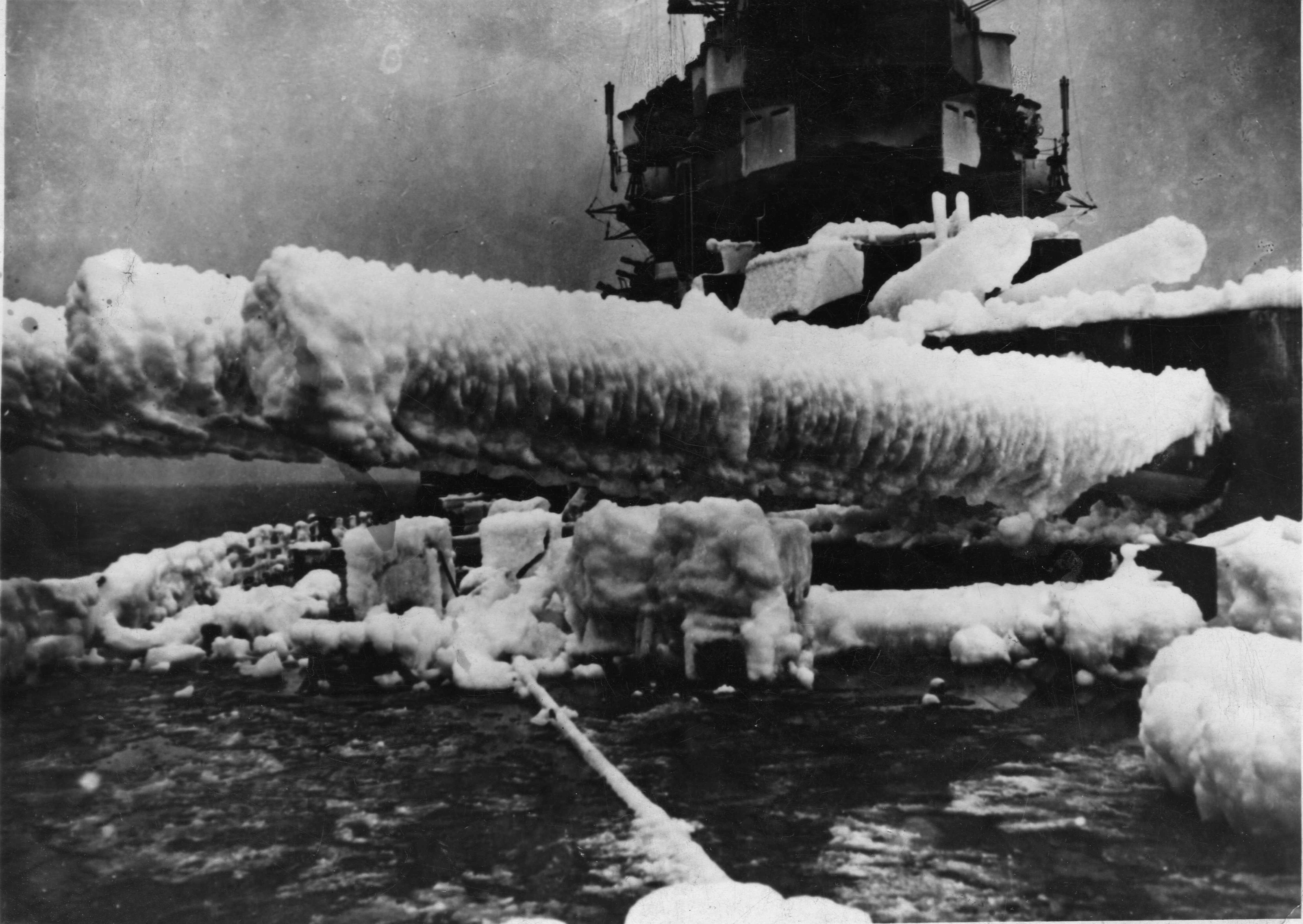
HMS Anson vào khoảng năm 1941/1942, các khẩu pháo bị đóng băng khi làm nhiệm vụ hộ tống các đoàn tàu vận tải đến Nga
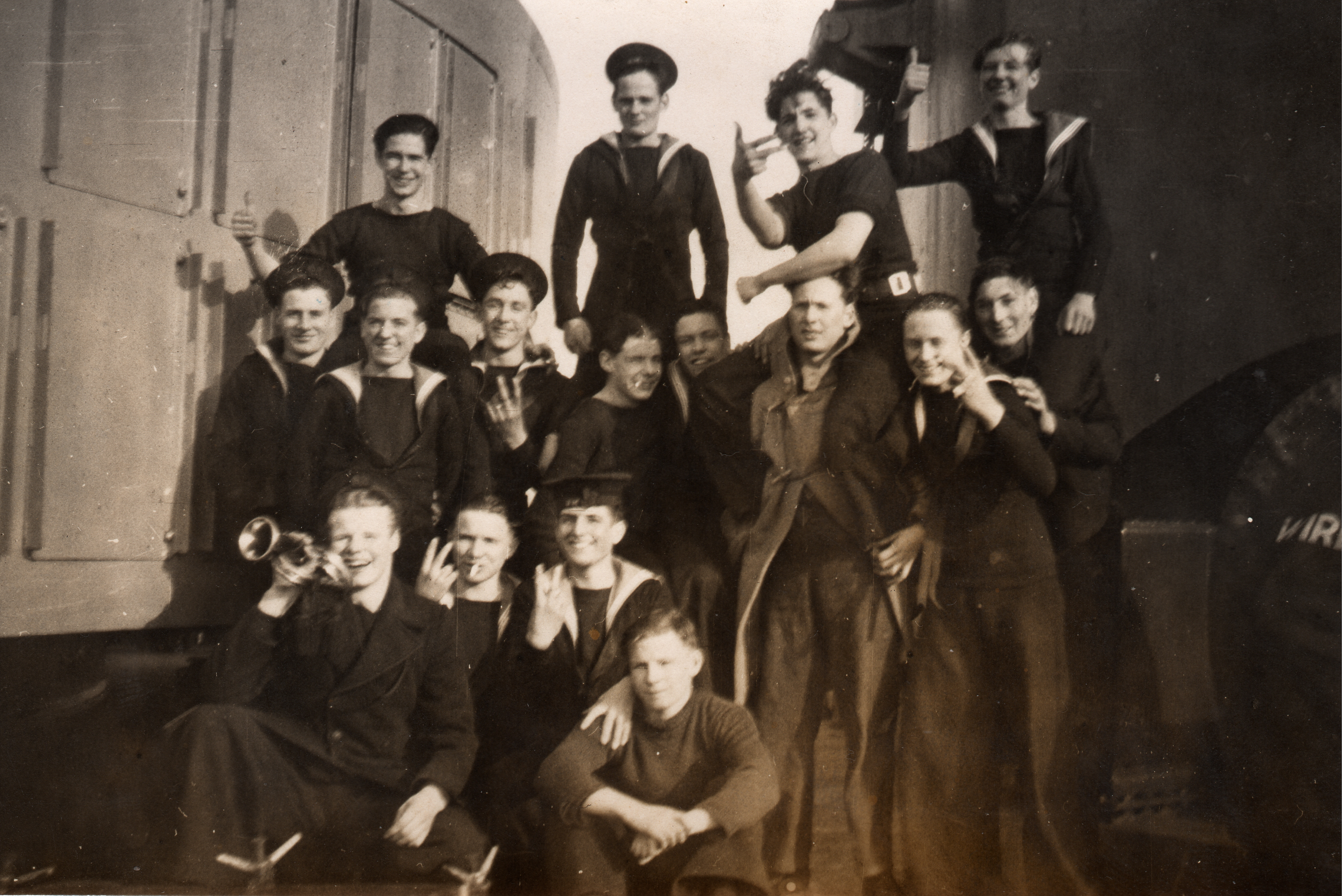
Thủy thủ đoàn HMS Anson chụp ảnh khoảng năm 1941
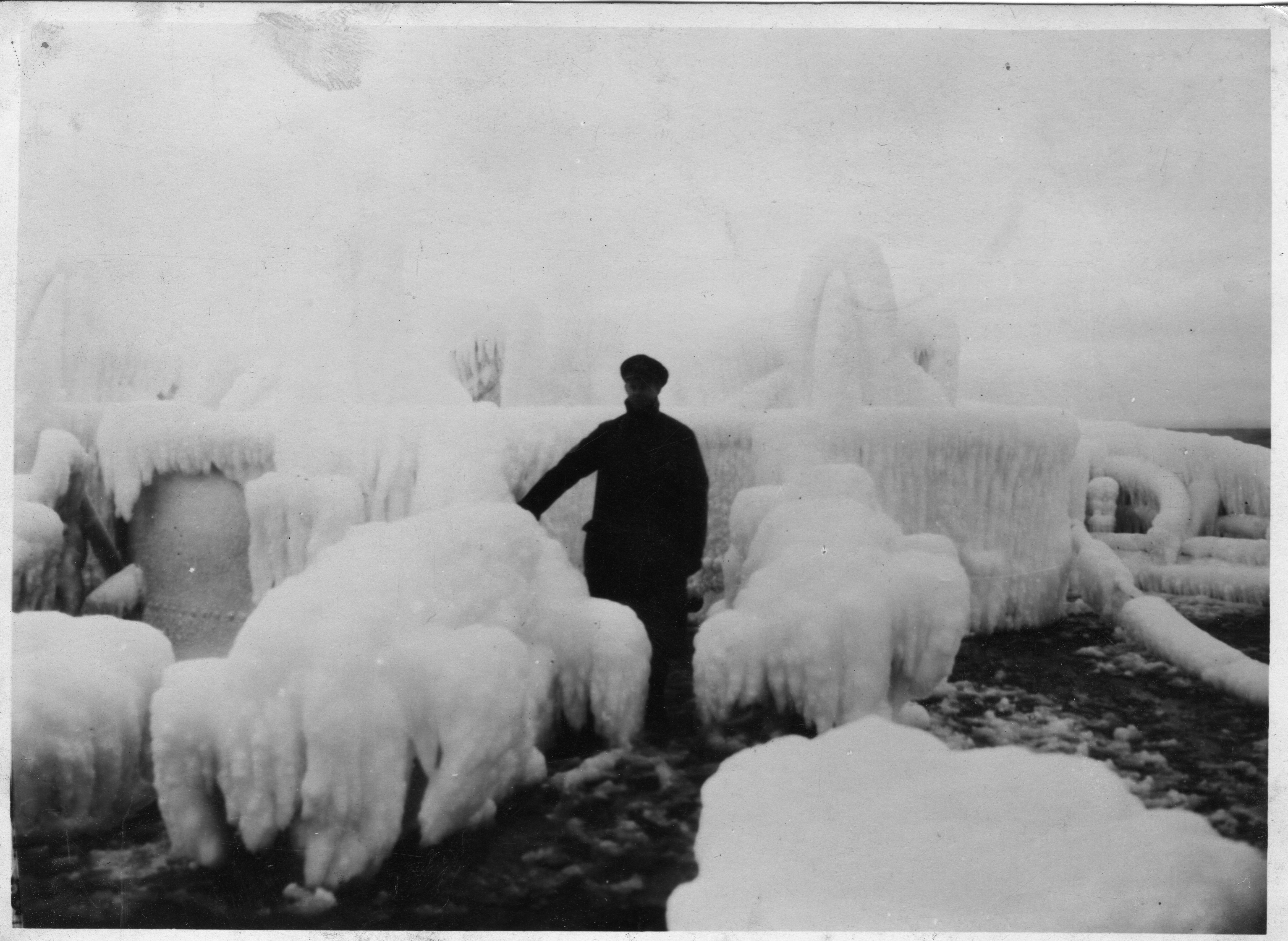
HMS Anson vào khoảng năm 1941, bị đóng băng khi làm nhiệm vụ hộ tống các đoàn tàu vận tải đến Nga
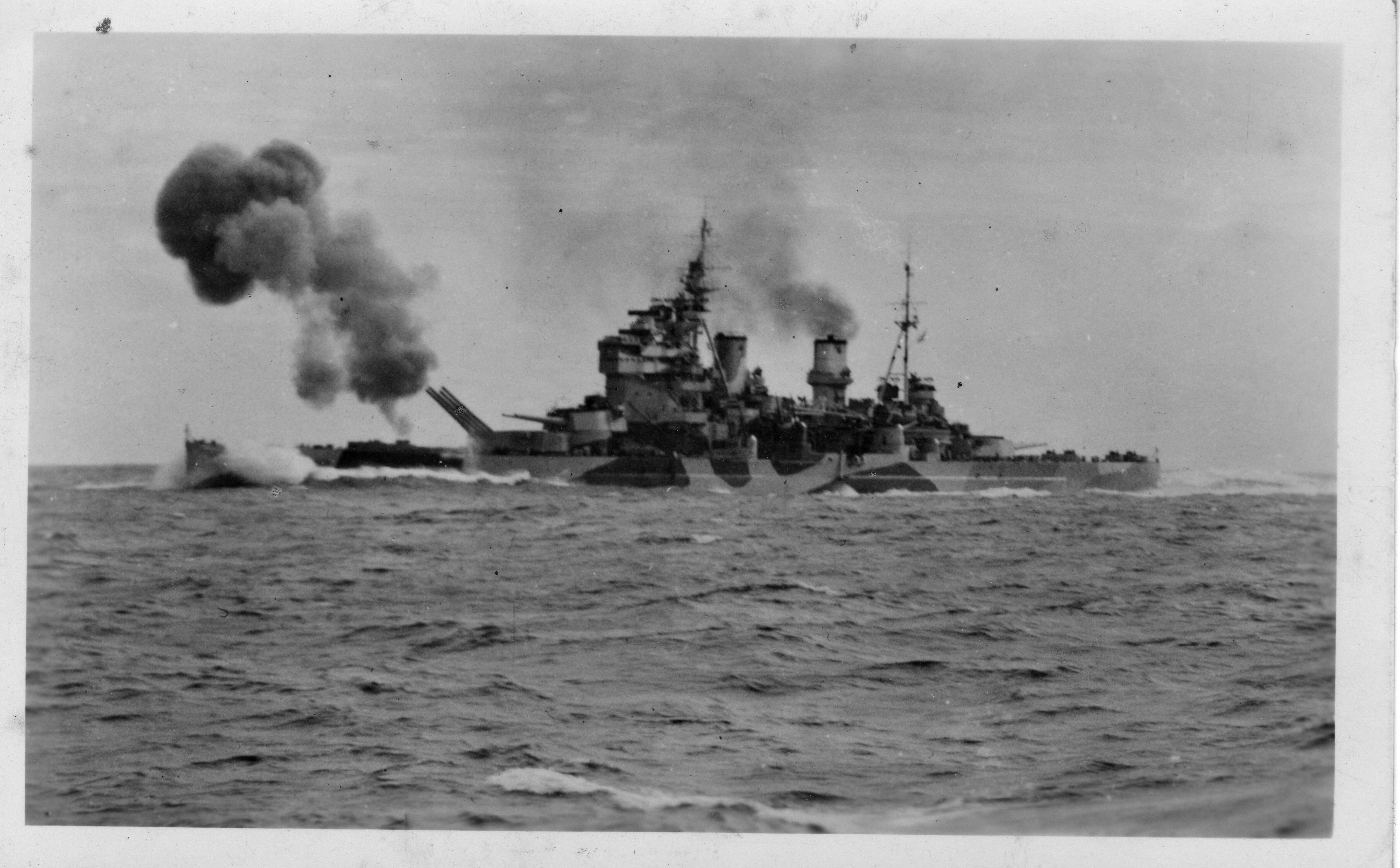
HMS Anson khai hỏa các khẩu pháo của nó